# Валожински рејон
Валожински рејон (блр. Валожынскі раён; рус. Воло́жинский райо́н) је административна јединица другог нивоа у западном делу Минске области у Републици Белорусији.
Административни центар рејона је град Валожин.

## Географија
Дзјаржински рејон обухвата територију површине 1.916,78 км² и на 10. је месту по величини у Минској области. Граничи се са Маладзеченским, Минским, Дзјаржинским и Стовпцовским рејонима Минске области те са Гродњенском облашћу (Ивјевски, Ашмјански и Смаргоњски рејон).
Рељеф рејона је благо заталасан и његовим северним делом доминира Минско побрђе, на западу је Ашмјанско побрђе, а на југу Њеменска низија. Надморска висина креће се између 150 и 250 метара, са највишом тачком на гори Мајак (висине 335 метара).
Клима је умереноконтинентална са просечним јануарским температурама од −6,7°C, и јулским 17,5°C. Годишња сума падавина износи 659 мм, а вегетациони период траје 187 дана.

## Историја
Рејон је формиран 15. јануара 1940. године.

## Демографија
Према резултатима пописа из 2009. на подручју Дзјаржинског рејона стално је било насељено 37.543 становника или у просеку 19,56 ст./км².
Основу популације чине Белоруси (88,14%), Пољаци (7,41%), Руси (3,19%) и Украјинци (1,36%).

### Насеља
Административно рејон је подељен на један град (Валожин, административни центар рејона), једно градско насеље са статусом варошице (Ивјањец) и 13 сеоских општина.

## Саобраћај
Кроз рејон пролазе аутопутеви од републичког значаја на релацији Минск—Гродно и Минск—Лида.